# محمد کاظم امام موسوی
محمد کاظم امام موسوی (زاده ۱۳۰۵ شوشتر - درگذشته ۲۱ اردیبهشت ۱۳۹۷) سیاست‌مدار ایرانی است، که در دوره سوم و دوره دوم مجلس شورای اسلامی به‌عنوان نماینده حوزهٔ انتخابیهٔ شوشتر، از استان خوزستان در مجلس شورای اسلامی حضور داشت.